# Шкіль Микола Іванович
Мико́ла Іва́нович Шкіль (13 грудня 1932 — 14 листопада 2015) — український педагог, математик, доктор фізико-математичних наук, професор, академік АПН України, заслужений діяч науки і техніки України. Протягом 30 років — ректор Київського педагогічного інституту (університету; 1973—2003).

## Біографія

Могила Миколи Шкіля, Байкове кладовище

Народився 13 грудня 1932 року в селі Бурбино  Семенівського району Полтавської області. Батьки — Христина Василівна  та Іван Полікарпович.
- 1939—1941 рр. — навчання в семирічній школі с. Бурбине (до початку війни завершив два класи).
- 1941—1943 рр. — життя під окупацією.
- 1943—1948 рр. — продовжив навчання в школі с. Бурбине.
- 1948—1951 р. — навчання в десятилітній Худоліївській середній школі.
- У повоєнні роки Шкілі бідували. Микола щодень пішки долав 15-кілометрову  відстань  від Бурбиного  до Худоліївки, де була  середня  школа.
- 1951—1955 рр. — студент Київського державного педагогічного інституту імені О. М. Горького (Далі — КДПІ ім. О. М. Горького). Закінчив з відзнакою фізико-математичний факультет за спеціальністю «Вчитель математики середньої школи».
- 07.-10. 1955 р. — учитель математики середньої школи села Розкішна,Ставищенського району,Київської області.
- 1955—1958 рр. — аспірант кафедри математичного аналізу КДПІ імені О. М. Горького.
- 1958—1971 рр. — асистент, старший викладач, доцент кафедри математичного аналізу КДПІ імені О. М. Горького.
- 1959 р. — захистив кандидатську дисертацію на тему: «До питання про асимптотичне зображення розв'язників систем диференціальних рівнянь, які містять параметри», кандидат фізико-математичних наук.
- 1961 р. — заступник декана фізико-математичного факультету КДПІ імені О. М. Горького.
- 1962 р. — присвоєно вчене звання доцента.
- 1964 р. — декан загальнонаукового факультету КДПІ імені О. М. Горького.
- 1968 р. — захистив докторську дисертацію на тему: «Про деякі асимптотичні методи в теорії лінійних диференціальних рівнянь з повільними змінними коефіцієнтами».
- 1969 р. — здобув науковий ступінь доктора фізико-математичних наук.
- 1970 р. — присвоєно вчене звання професора; декан фізико-математичного факультету КДПІ імені О. М. Горького.
- 1971 р. — проректор з наукової роботи та завідувач кафедри вищої математики КДПІ імені О. М. Горького.
- 1972 р. — завідувач кафедри алгебри і геометрії КДПІ імені О. М. Горького.
- 1973—2003 рр. — ректор Київського державного педагогічного інституту імені О. М. Горького[1].

- 1977—1980 рр. — завідувач кафедри вищої математики.
- 1982 р. — член-кореспондент АПН СРСР.
- 1985—1989 рр. — завідувач кафедри основ інформатики та обчислювальної техніки.
- 1989 р. — завідувач кафедри математичного аналізу.
- 1990 р. — дійсний член АПН СРСР.
- 1992 р. — академік АПН України; присуджено почесне звання «Заслужений діяч науки і техніки України».
- 1995 р. — іноземний член Російської академії освіти.
- 1997 р. — академік Академії наук вищої школи України; Президент Товариства «Україна-Казахстан».
- 2003—2015 рр. — радник ректора Національного педагогічного університету ім. М. П. Драгоманова[2].

Помер після тяжкої хвороби 14 листопада 2015 року. Похований на Байковому кладовищі (ділянка № 33).

## Наукова діяльність
Дослідження М. І. Шкіля присвячені розробці асимптотичних методів інтегрування диференціальних рівнянь та їх систем. Досліджував складні випадки внутрішніх і зовнішніх резонансів.
Працював над розв'язанням математичної проблеми, пов'язаної з наявністю точок повороту в системах диференціальних рівнянь.
Керівник наукової школи «Проблеми наближених методів розв'язання диференціальних та інтегральних рівнянь», що складає 25 кандидатів і 5 докторів наук.
Результати досліджень вченого представлено у 350 наукових працях, зокрема 10 монографіях, 22 підручниках та посібниках.

## Нагороди
- 1970 р. — медаль «За доблесну працю»
- 1971 р. — орден «Знак Пошани»
- 1976 р. — орден Трудового Червоного прапора
- 1980 р. — орден Дружби народів
- 1982 р. — медаль «В пам'ять 1500 років Києву» нагороджено Почесною грамотою Президії Верховної Ради УРСР
- 1984 р. — медаль «Ветеран праці»
- 1986 р. — орден Жовтневої революції
- 1990 р. — Премія НАН України імені видатного українського математика, академіка М. М. Крилова
- 1992 р. — почесне звання «Заслужений діяч науки і техніки України»
- 1995 р. — почесна відзнака Президента України
- 1996 р. — Державна премія України в галузі науки і техніки — за комплект підручників з вищої математики: «Вища математика» у трьох книгах (К.: Либідь, 1994), «Математичний аналіз» у двох частинах (К.: Вища школа, 1978 (1 ч.), 1981 (2 ч.)
- 1997 р. — орден «За заслуги» ІІ ступеня
- 1999 р. — Американський біографічний інститут поіменував М. І. Шкіля почесним титулом Людина
- 1999 р. — Почесна грамота Кабінету Міністрів України
- 2000 р. — орден «За заслуги» І ступеня
- 2001 р. — медаль «200 років від дня народження М. В. Остроградського»
- 2002 р. — орден князя Ярослава Мудрого V ступня.
- 2003 р. — Премія імені В. Вернадського.
- 2004 р. — Премія НАН України імені М. В. Остроградського.
- 2007 р. — звання почесного ректора НПУ імені М. П. Драгоманова.
- 2010 р. — орден князя Ярослава Мудрого IV ступня.